# Большое Вознесение
Храм Вознесения Господня у Никитских ворот («Большое Вознесение») — приходской православный храм в Пресненском районе Москвы. Относится к Центральному благочинию Московской епархии Русской православной церкви.
Главный престол освящён в честь праздника Вознесения Господня; приделы — в честь сретения Владимирской иконы Божией Матери, в честь праздника Усекновение главы Иоанна Предтечи, в честь Николая Чудотворца, в честь иконы Божией Матери «Всех Скорбящих Радость», приставной — в честь святителя Тихона, патриарха Всероссийского.
Хотя храм назывался «церковь Вознесения Господня за Никитскими Воротами», в обиходе широко распространилось название «Большое Вознесение», в отличие от «Малого Вознесения» — более старой церкви, построенной в 1634 году, у которой полное название было «церковь Вознесения Господня на Никитской в Белом городе».

## История
Существовавшая в этой местности деревянная церковь «Вознесения Господня, что в Сторожах», первое упоминание о которой относится к 1619 году, сгорела в 1629 году. Возможно, название «в сторожах» связано с предпольным деревянным укреплением на опасном западном направлении — острогом.

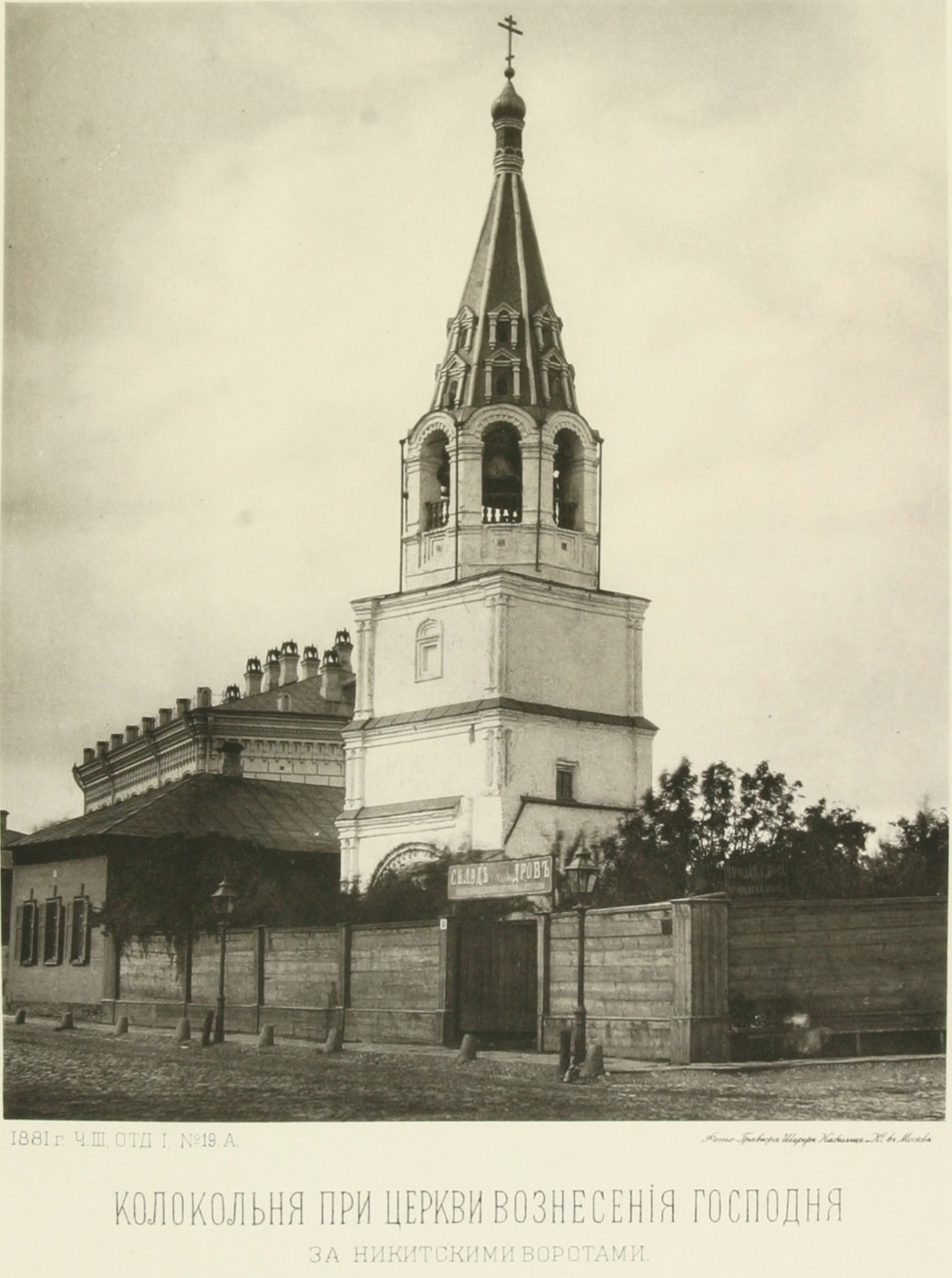
Старая колокольня в 1881 году. Фотография из альбома Николая Найдёнова

В 1685—1689 годах царицей Натальей Кирилловной Нарышкиной, чей двор находился неподалёку, на месте нынешнего Столового переулка, был построен каменный Вознесенский храм «о пяти каменных главах» с приделами Владимирской иконы Божией Матери и Святителя Николая — чуть западнее ныне стоящего. Рядом с храмом 7 октября 1774 года Дарья Васильевна Потёмкина купила у князя С. В. Гагарина «большой дом с хоромами». После 1784 года участок перешёл в собственность князя Григория Потёмкина, который рассчитывал построить новый храм и превратить его в собор Преображенского полка, шефом которого был. Первоначально к проектированию был привлечён Василий Баженов; в 1792 году священник Антипа Матвеев сообщал Петру Лопухину о приготовленном «на сие материалом, состоящим в кирпиче (архитектором полковником Баженовым сделана модель в несколько сот тысяч рублей». Но фундамент прежнего храма оказался недостаточно крепким и было решено строить новый храм рядом, для чего Потёмкин отдал свой двор. Смерть в 1791 году помешала ему осуществлению этих планов, но его племянник Николай Высоцкий с братом в 1795 году дали священнику Антипе доверенность и капитал на строительство храма и поручили проектирование новой церкви Матвею Казакову. В 1798 году была заложена трапезная с двумя приделами, в которых ныне расположены престолы иконы Божией Матери «Всех Скорбящих Радости» и Николая Чудотворца. Во время пожара 1812 года недостроенное здание выгорело и было завершено в 1816 году. В этой трапезной 18 февраля (2 марта) 1831 состоялось венчание поэта Александра Пушкина с Натальей Гончаровой. К этому времени старая церковь была разобрана, за исключением колокольни, а проект переработан; в сохранившихся чертежах имеются подписи Афанасия Григорьева и Фёдора Шестакова; в 1830 году Осип Бове добавил ионические портики на северном и южном фасадах. Лишь в 1845 году строительство было окончено — без запланированной у входа в храм величественной колокольни. После смерти Шестакова работами руководил Евграф Тюрин. Окончательно строительство было закончено только в 1848 году Афанасием Григорьевым.
Иконостасы были выполнены в 1840 году архитектором Михаилом Быковским.

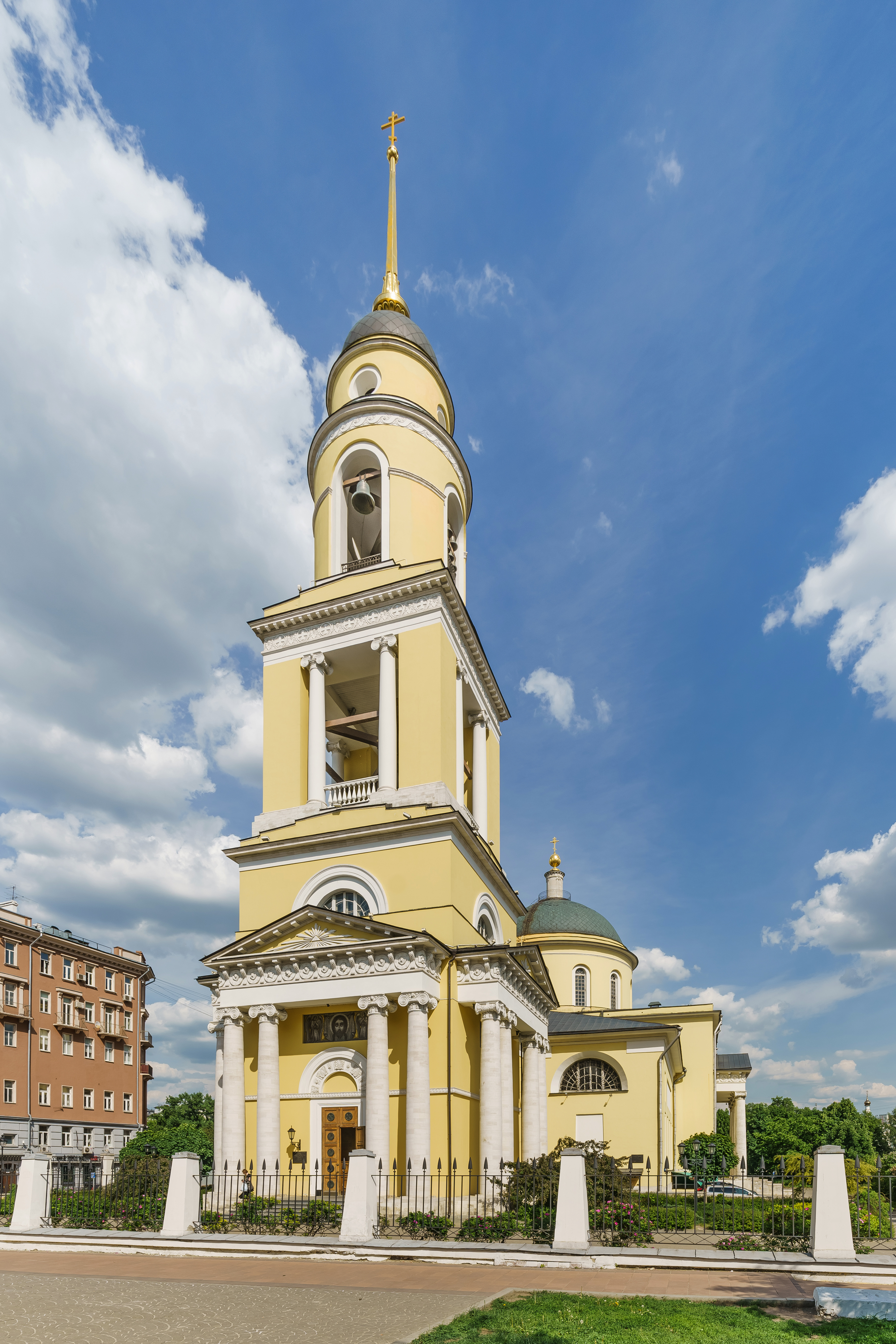
Новая колокольня (с 2004)

Прихожанами церкви были многие представители интеллигенции, дворянства и купечества, жившие рядом. В ней в 1863 году отпевали Михаила Щепкина, в 1928 году — Марию Ермолову. В храме были погребены сёстры Григория Потёмкина: Мария Александровна Самойлова, Пелагея Александровна Высоцкая и Надежда Александровна Потёмкина.
13 ноября 1917 года в церкви отпевали юнкеров и офицеров, погибших во время октябрьских боев в Москве. В 1920 году Фёдор Шаляпин читал в церкви «Апостола» на венчании своей дочери Ирины.
5 апреля 1925 года в храме совершил своё последнее богослужение Патриарх Московский и всея России Тихон; за богослужением был поставлен во епископа Сергий (Никольский).
В 1928 году в храме при большом стечении народа прошло торжественное отпевание знаменитой русской актрисы М.Н. Ермоловой. Служил митрополит Сергий (Страгородский).

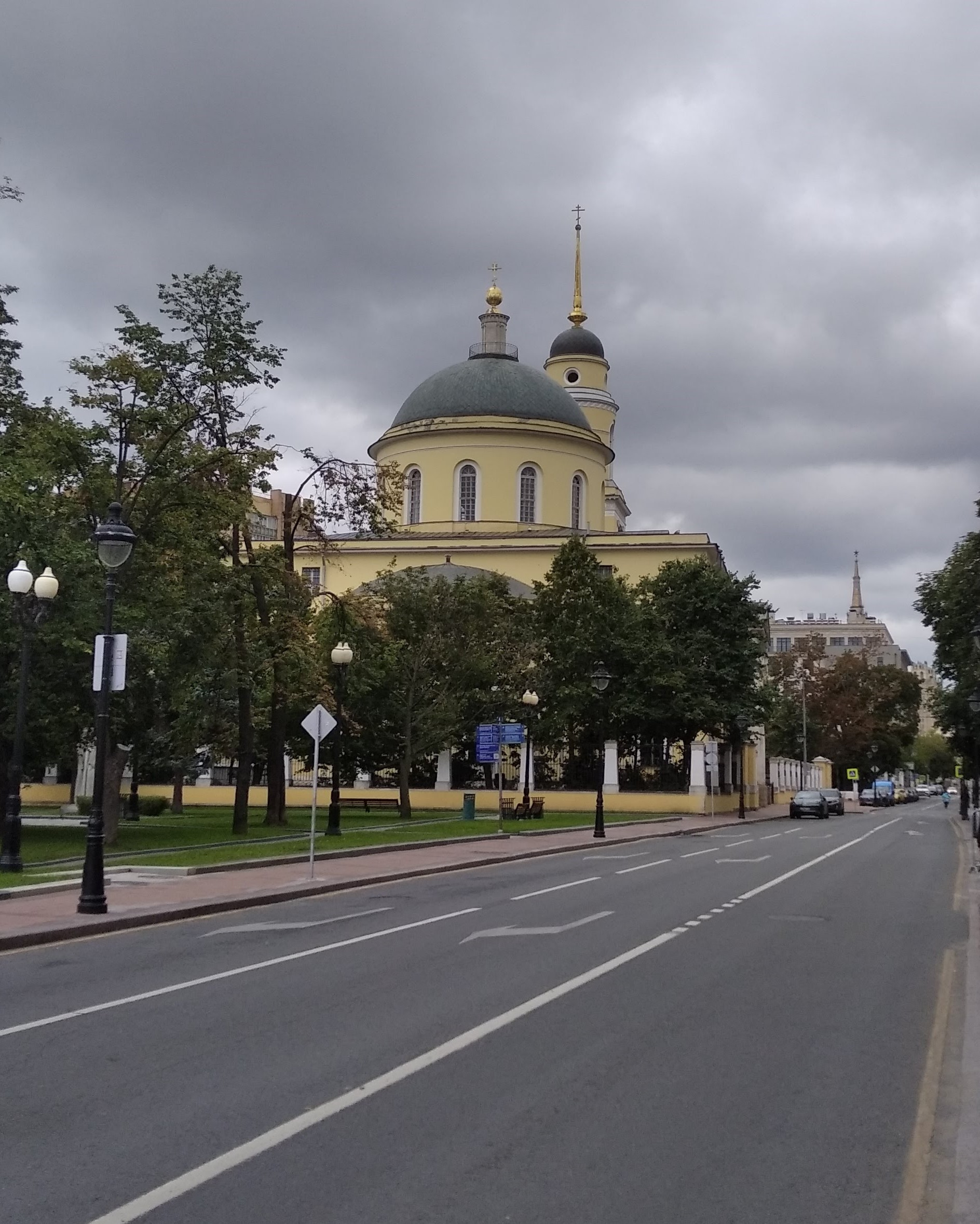
Вид со стороны площади Никитских ворот

В 1931 году церковь закрыли. В здании разместился склад тары, затем гараж. Иконостасы разобрали (старинные иконы сожгли прямо в здании храма), закрасили стенную роспись, устроили межэтажные перекрытия, возвели перегородки, в апсиде алтаря пробили ворота, разобрали портики и устроили новые оконные проёмы. В 1937 году снесли шатровую колокольню XVII века. В 1960-х годах в здании размещалась лаборатория высоковольтного газового разряда и молниезащиты Энергетического института имени Г. М. Кржижановского. К визиту в СССР в 1972 году президента США Ричарда Никсона провели косметический ремонт здания. В 1987 году вывели лабораторию — планировалось провести реставрацию и разместить в помещениях концертный зал. В конце 80-х в храме находилась репетиционная база камерного ансамбля "Виртуозы Москвы" под руководством Владимира Спивакова".
В 1990 году здание передали Русской православной церкви, и 23 сентября 1990 года в нём возобновились регулярные богослужения; на праздник Вознесения Господня, храм был освящён архиерейским чином. Приделы и алтарь в то время были поделены на два этажа, а в полу зияли провалы, которые приходилось закрывать листами фанеры и досками. В начале 1990-х годов прошла реконструкция здания; в 1993—1994 годах обновили фасады.
Во время работ был обнаружен фундамент снесённой в 1937 году колокольни. В 2002—2004 годах с западной стороны храма была построена новая, ранее не существовавшая 61-метровая колокольня, проект которой разработал архитектор-реставратор Олег Журин на основе неосуществлённого проекта Фёдора Шестакова. Патриарх Алексий II освятил новую колокольню 20 мая 2004 года. В 2002—2009 и в 2012 годах отреставрировали фасады здания и восстановили трапезную, устроили пандус и переделали лестницу со стороны Малой Никитской улицы, восстановили ограду.
В 2007 году в церкви прошло отпевание историка и исследователя русской архитектуры Алексея Комеча.

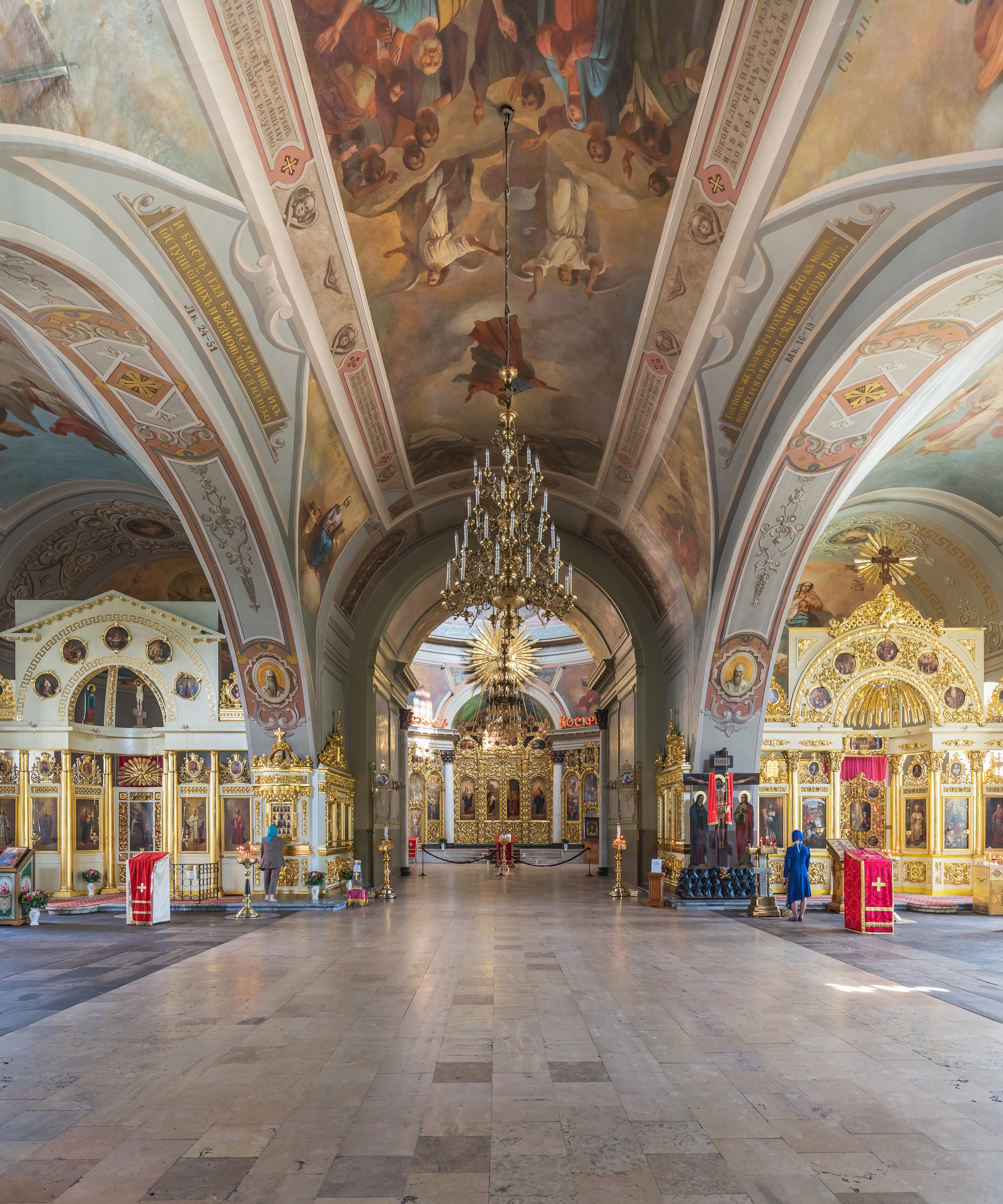
Интерьер, общий вид

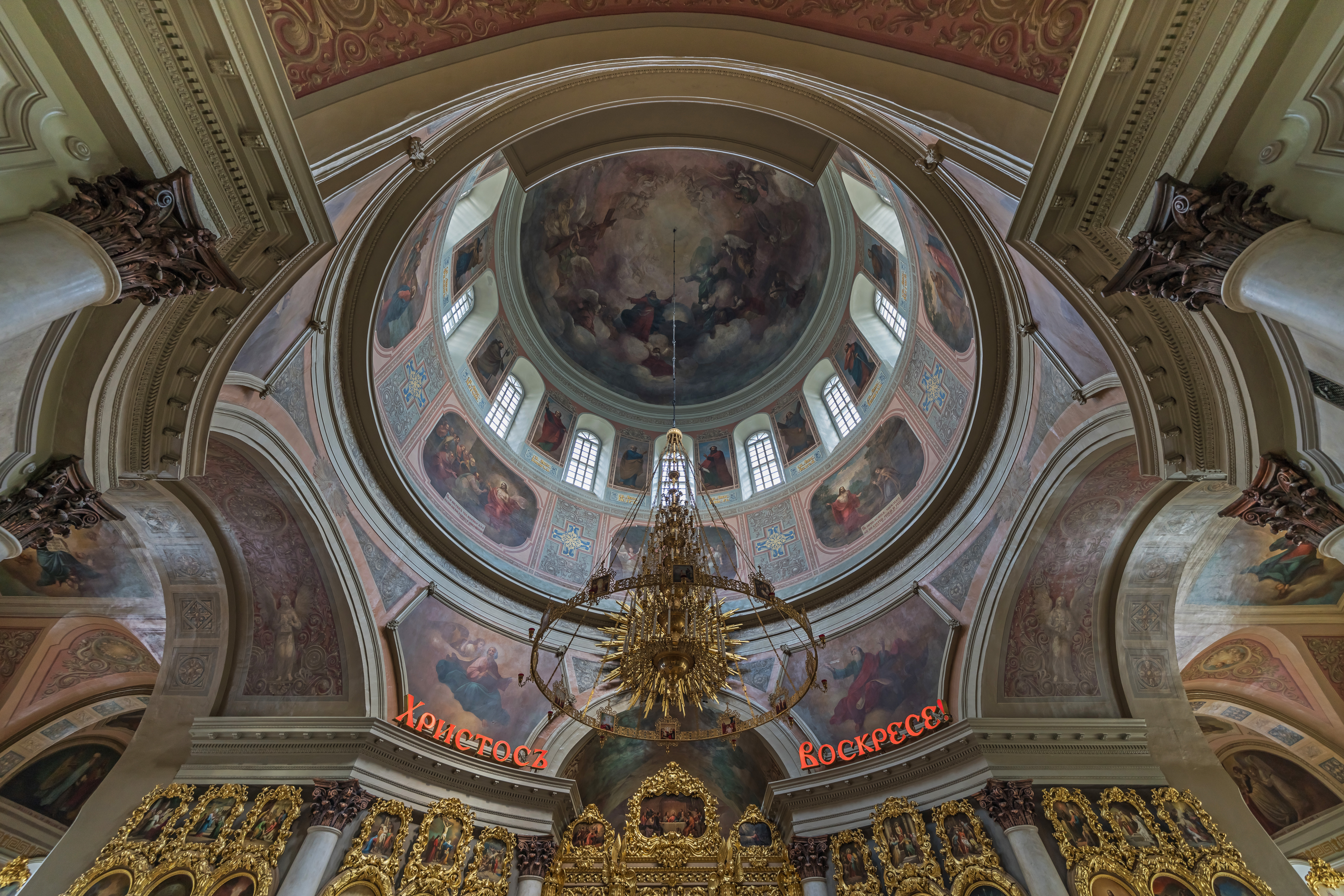
Интерьер, свод церкви

## Современное состояние
В церкви хранятся чтимые Иверская икона Божией Матери, икона великомученика Пантелеимона, икона святителя Николая, иконы Божией Матери «Всецарица» и Казанская, образ святого патриарха Тихона, образ преподобного Сергия Радонежского, башмачок святого Спиридона Тримифунтского.
К приходу храма приписан храм-часовня Бориса и Глеба на Арбатской площади.
При храме действует воскресная школа.
В ноябре 2018 года завершилась реконструкция церкви. Специалистам потребовалось два года, чтобы восстановить старинные интерьеры и настенную живопись.

## Архитектура
Здание в целом выполнено в стиле ампир. Основой является монументальный прямоугольный объём (четверик), украшенный боковыми портиками, в которых находятся боковые престолы: Сретения иконы Владимирской Божией Матери и Усекновения главы Иоанна Предтечи. Четверик завершается цилиндрическим световым барабаном с полусферическим золочёным куполом. Со стороны площади примыкает полукруглая апсида. Внутренняя часть церкви обладала прекрасной акустикой. Ныне здание является архитектурной доминантой площади.

## Клир
- Протопресвитер Владимир Диваков — настоятель храма (с 31 августа 1990 года), благочинный Центрального округа, секретарь Патриарха по городу Москве (с 2009 года)
- Протоиерей Владислав Цыпин
- Протоиерей Борис Давыдов
- Протоиерей Александр Птицын
- Протоиерей Владимир Антонов
- Протоиерей Димитрий Бердников
- Протодиакон Димитрий Казанцев